# 라플라타강 해전
라플라타강 해전은 제2차 세계 대전에서 영국의 첫 해전으로, 1939년 12월 13일 남대서양에서 벌어졌다.
한스 랑스도르프 함장이 지휘하는 전쟁해군 중순양함 아드미랄 그라프슈페는 영국 왕립 해군 함대와 교전했다. 이 함대는 헨리 하우드 제독의 지휘 아래 HMS 아약스, 틀:HMNZS (뉴질랜드 왕립 해군에 대여) 경순양함과 HMS 엑세터 중순양함으로 구성되어 있었다.
그라프슈페는 전쟁이 시작되기 전인 1939년 8월 남대서양에 출항하여 1939년 9월 26일 적절한 허가를 받은 후 통상 파괴를 시작했다. 하우드 제독의 함대는 영국 해군 본부가 추적을 위해 파견한 여러 수색대 중 하나였으며, 아르헨티나와 우루과이 해안 근처의 라플라타강 (아카 Río de la Plata) 어귀에서 그라프슈페를 발견했다.
이어진 전투에서 엑세터는 심각한 손상을 입고 포클랜드 제도로 후퇴해야 했고, 아약스와 아킬레스는 중간 정도의 손상을 입었다. 그라프슈페의 피해는 광범위하지는 않았지만 연료 시스템이 망가져 치명적이었다. 아약스와 아킬레스는 그라프슈페가 중립국 우루과이의 수도 몬테비데오 항구에 들어가 긴급 수리를 할 때까지 독일 함선을 미행했다. 랑스도르프는 체류 기간이 72시간을 넘을 수 없다는 통보를 받았다. 영국군이 자신들의 출항을 기다리기 위해 우월한 병력을 집결시켰다고 믿은 그는 함선 자침을 명령했다. 랑스도르프는 사흘 뒤 자살했다.

## 배경
아드미랄 그라프슈페는 1939년 9월 제2차 세계 대전 발발 당시 이미 항해 중이었으며, 함장의 정책에 따라 피해 선박의 모든 승무원을 승선시킨 후 침몰시켰기 때문에 인도양과 남대서양에서 여러 상선을 침몰시키면서 인명 손실은 없었다.

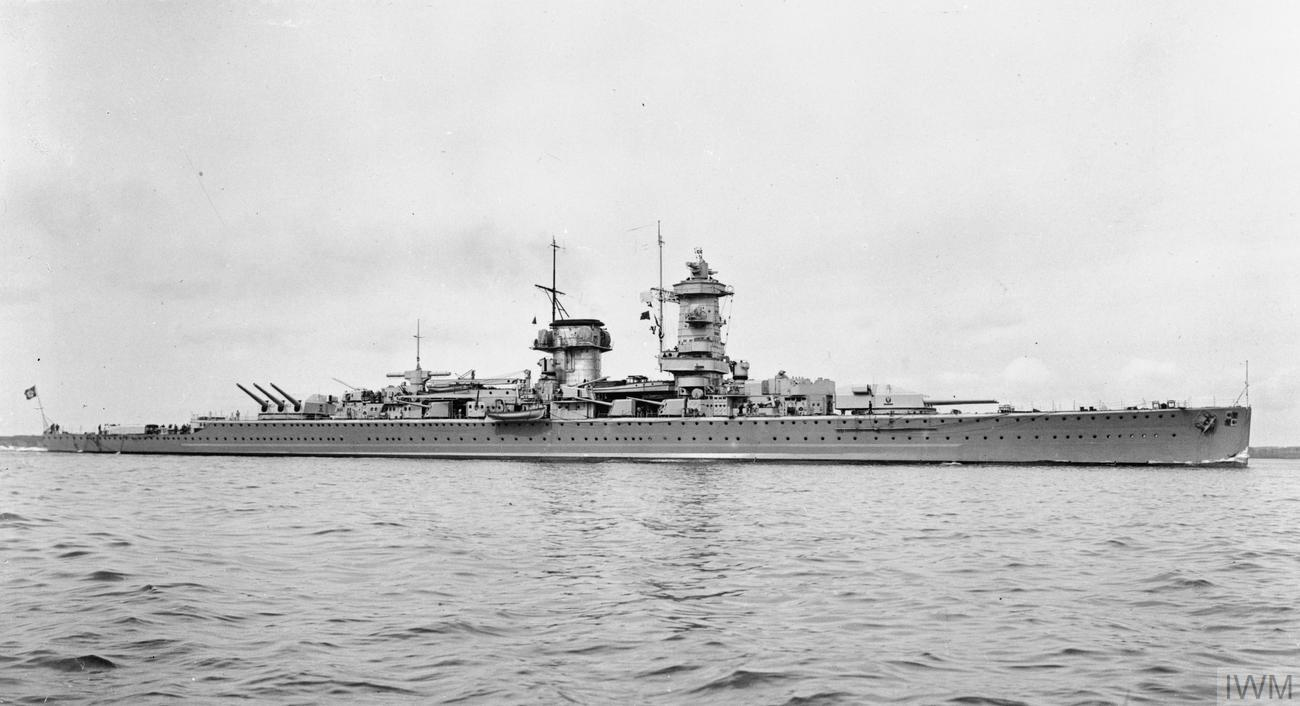
1936년

영국 왕립 해군은 수색을 위해 9개의 부대를 편성했다. 남아메리카 순양함대인 G부대는 4개의 포탑에 8문의 8-인치 (203 mm)포를 장착한 10,570 롱톤 (10,740 t)의 카운티급 중순양함 HMS 컴벌랜드, 3개의 포탑에 6문의 8-인치 (203 mm)포를 장착한 8,390 롱톤 (8,520 t)의 요크급 중순양함 HMS 엑세터, 그리고 각각 7,270 롱톤 (7,390 t)에 8문의 6-인치 (150 mm)포를 장착한 두 척의 리앤더급 경순양함 HMS 아약스와 HMNZS 아킬레스로 구성되었다. 엑세터는 주포 구경 때문에 기술적으로는 중순양함이었지만, 카운티급의 축소형이었다. 이 부대는 찰스 우드하우스가 함장으로 지휘하는 기함 아약스에 승선한 헨리 하우드 제독의 지휘를 받았다. 아킬레스는 뉴질랜드 왕립 해군의 전신인 뉴질랜드 사단에 대여되었으며 에드워드 패리 함장이 지휘했다. 엑세터는 프레데릭 시커 벨 함장이 지휘했다.
전투 전후 기간 동안 월터 허먼 고든 팔로필드 함장이 지휘하는 컴벌랜드는 포클랜드 제도에서 재정비 중이었지만, 짧은 통보로 해상 출동이 가능했다. G부대는 유조선 RFA 올나, RFA 올린투스, RFA 오렌지리프의 지원을 받았다. 올린투스는 1939년 11월 22일 산 보롬본만에서 HMS 아약스와 아킬레스에 연료를 보급했고, 11월 26일 엑세터에 보급했다. 올린투스는 또한 라플라타강 어귀 남쪽 아르헨티나 연안의 메다노스와 산 안토니오 곶 사이를 관찰하도록 지시받았다(아래 차트 참조).

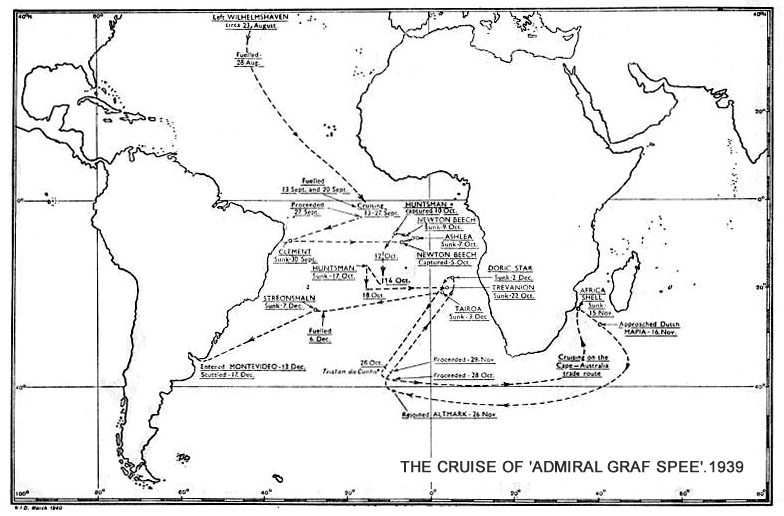
영국 HMSO 보고서에 따른 아드미랄 그라프슈페의 항해 경로.

아드미랄 그라프슈페가 남아프리카 공화국 연안에서 침몰시킨 상선 도릭 스타로부터의 습격 경고 무선 메시지를 받은 후, 하우드는 그 습격선이 우루과이와 아르헨티나 사이의 라플라타강 어귀 상선들을 다음 목표로 삼을 것이라고 예상했다. 그는 자신의 함대에 남위 32도, 서경 47도로 이동할 것을 명령했다. 하우드는 그의 통신문에서 그 위치가 남대서양의 가장 혼잡한 항로 부분이었고, 따라서 습격선이 적의 선박에 가장 큰 피해를 입힐 수 있는 지점이었기 때문에 그 위치를 선택했다고 밝혔다. 노르웨이 화물선이 아드미랄 그라프슈페가 서치라이트 사용 연습을 하는 것을 보고 그녀의 항로가 남아메리카를 향하고 있다고 무선으로 알렸고, G부대의 세 척의 가용 순양함은 12월 12일 어귀에서 만나 기동 훈련을 실시했다.
전략과 관련하여, 하우드 자신은 1934년부터 1936년까지 그리니치 왕립 해군 대학에 재직하면서 순양함 함대가 주머니 전함과 교전하는 영국 전투 지침을 고안했다. 이 전략은 주야간 즉시 공격을 명시했다. 낮에는 함선들이 두 개의 단위로 공격하는데, 이 경우 엑세터는 아약스와 아킬레스와 분리된다. 밤에는 함선들은 함께 머물지만, 넓은 대형으로 배치된다. 하우드는 양방향에서 공격함으로써 더 가벼운 자신의 군함들에게 적의 화력을 분산시켜 독일군의 더 긴 사거리와 더 강력한 일제사격의 이점을 극복할 기회를 주고자 했다. 병력을 분산시킴으로써 하우드는 독일군에게 화력을 분산시키거나, 한 적에게 계속 집중하도록 강요하여 다른 함선들이 반격에 대한 두려움을 덜고 공격할 수 있도록 했다.
아드미랄 그라프슈페보다 화력이 약하여 전술적 불리함에도 불구하고, 영국은 전략적으로 우위에 있었다. 독일로 돌아가는 어떤 습격선이라도 북해의 봉쇄를 뚫어야 했고, 본토 함대와 후속 교전을 예상할 수 있었기 때문이다. 승리를 위해 영국은 습격선이 항해 불능 상태가 되거나 본토 함대와의 후속 전투를 치를 수 없을 정도로 손상시키는 것만으로 충분했다 (반대로 독일군은 심각한 손상 없이 영국군을 파괴해야 했다). 압도적인 수적 우세 때문에 세 척의 순양함 모두를 잃더라도 영국의 해군력에는 큰 변화가 없었지만, 아드미랄 그라프슈페는 전쟁해군의 몇 안 되는 주력함 중 하나였다. 따라서 영국은 전략적 승리를 가져온다면 전술적 패배를 감수할 여유가 있었다.

## 전투

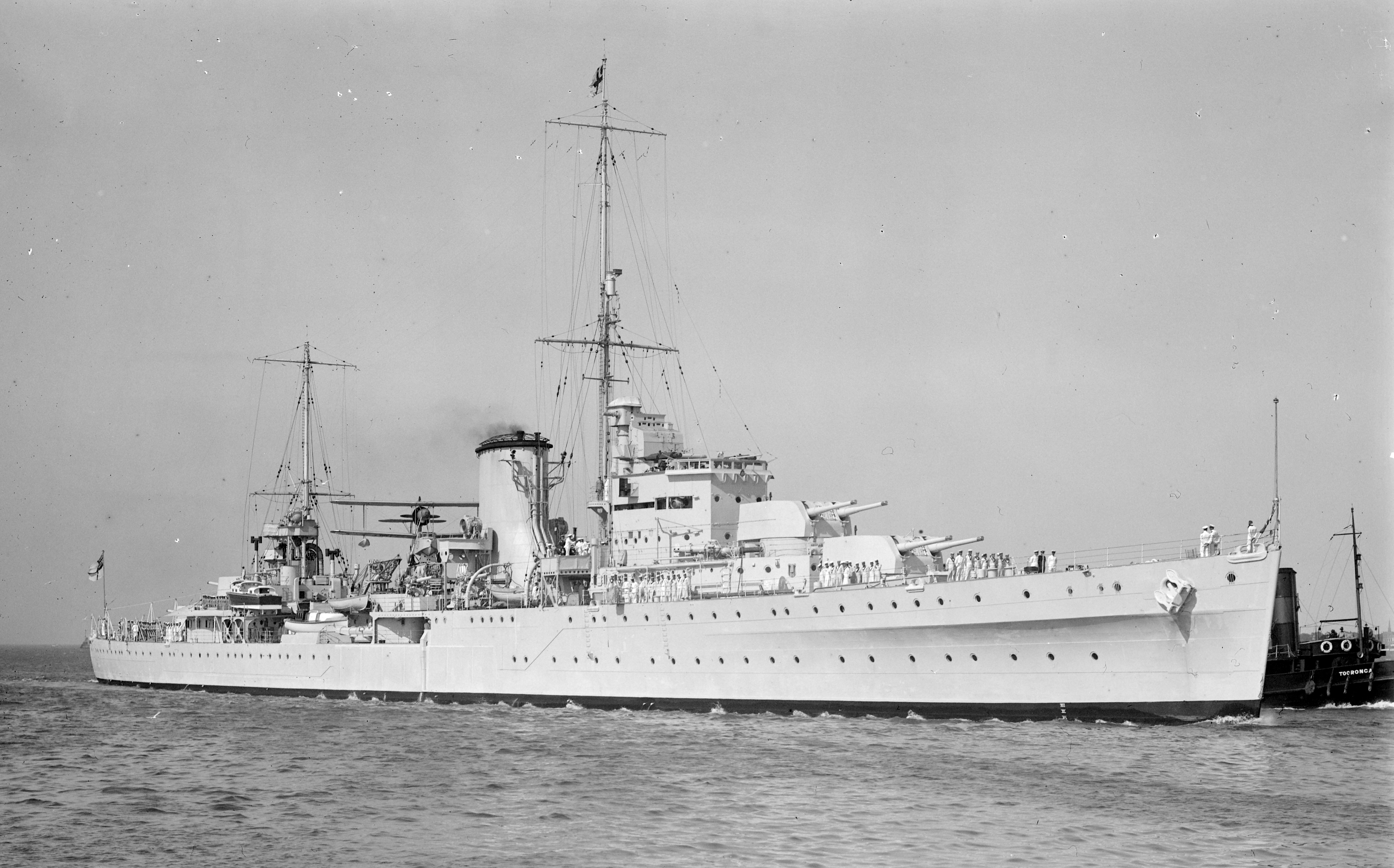
HMS 아킬레스

12월 13일 05시 20분, 영국 함대는 몬테비데오 동쪽 390 nmi (720 km) 지점인 남위 34° 34′  서경 48° 17′  / 남위 34.567°  서경 48.283° 에서 아약스와 함께 14노트의 속도로 060도 방향으로 항진하고 있었다. 06시 10분, 붉은색 100도, 즉 320도(북서쪽) 방위에서 연기가 목격되었다. 하우드는 엑세터에게 조사를 명령했다. 엑세터는 대열에서 벗어나 06시 16분, 램프로 "주머니 전함이라고 생각한다"고 신호를 보냈다. 벨 함장은 돛대에 N깃발을 올리라고 명령했다. 즉 "적이 보인다"는 뜻이었다. 그라프슈페는 이미 돛대 꼭대기를 포착하고 엑세터를 식별했지만, 처음에는 두 경순양함을 작은 구축함으로 의심했고, 영국 함선들이 상선 호송대를 보호하고 있으며, 이를 파괴하는 것이 큰 전리품이 될 것이라고 생각했다. 그라프슈페의 정찰기가 작동 불능 상태였기 때문에 랑스도르프는 이 정보를 감시병에게 의존했다. 그는 12월 4일 독일 해군 참모부로부터 대략적으로 정확한 보고를 받았음에도 불구하고 교전하기로 결정했다. 이 보고서는 라플라타강 지역의 영국 활동을 요약하고 아약스, 아킬레스, 컴벌랜드, 엑세터가 남아메리카 해안을 순찰하고 있다는 정보를 포함하고 있었다.

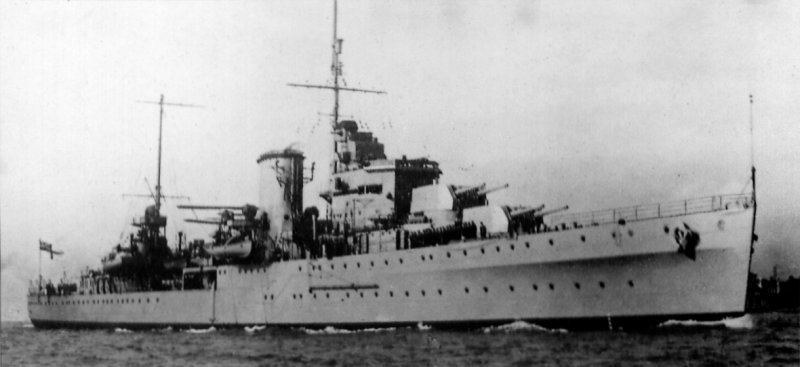
HMS 아약스

랑스도르프는 세 척의 순양함과 마주하고 있다는 것을 너무 늦게 깨달았다. 그는 디젤 엔진의 즉각적인 가속을 이용하여, 증기 구동 영국 함선들이 순항 속도에서 최고 속도로 전환하기 전에 적 함대와 24 kn (28 mph; 44 km/h)로 접근하기를 희망했다. 다른 전략은 영국 함선을 거리를 유지하여 자신의 283 mm (11.1 in) 주포로 파괴하고, 그들의 작은 6인치 및 8인치 주포 사거리 밖에 머무르는 것이었다. 그러나 랑스도르프는 영국 순양함이 그라프슈페보다 4–6 kn (4.6–6.9 mph; 7.4–11.1 km/h)의 속도 우위를 가지고 있으며, 증원을 요청하면서 사거리 밖에 머물 수 있다는 것을 알고 있었다.

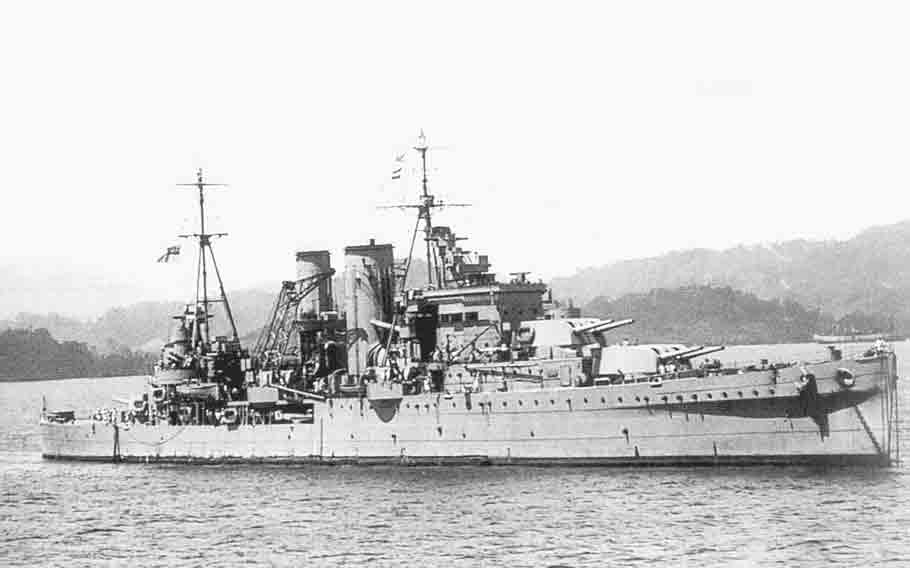
1942년 수마트라 해상 HMS 엑세터

영국군은 전투 계획을 실행했다. 엑세터는 북서쪽으로, 아약스와 아킬레스는 함께 북동쪽으로 방향을 틀어 그라프슈페의 화력을 분산시켰다. 그라프슈페는 06시 18분에 19,000 yd (17,000 m) 거리에서 6문의 283 mm (11.1 in) 주포로 엑세터에 발포했다. 엑세터는 06시 20분에, 아킬레스는 06시 21분에, 엑세터의 후방 주포는 06시 22분에, 아약스는 06시 23분에 발포했다. 엑세터의 포술 장교인 리처드 제닝스 중령은 다음과 같이 회상했다.
(사령탑에 있는 그의 전투 위치로) 나침반 플랫폼을 가로지를 때, 함장님은 평소처럼 "적이 보인다, 방위 몇도, 등등"하는 상투적인 인사 대신 "젠장, 슈페어다! 발포하라!"고 외쳤다. 전투 내내 엑세터 승무원들은 그들이 자매함인 슈페어와 싸우고 있다고 생각했다. 그러나 적함의 이름은 물론 그라프슈페였다.
그라프슈페의 포격은 첫 일제사격부터 상당히 정확했으며, 세 번째 일제사격은 엑세터에 걸쳐졌다. 06시 23분, 283 mm (11.1 in) 포탄이 엑세터 함선 옆에서 약간 짧게 폭발했다. 포탄 파편은 어뢰관 승무원을 죽이고, 함선 통신을 손상시키고, 함선의 굴뚝과 탐조등에 구멍을 냈으며, 포격 관측을 위해 막 발사되려던 함선의 월러스 항공기를 파괴했다. 3분 후, 엑세터는 "B" 포탑에 직격탄을 맞아 포탑과 두 문의 포를 불능 상태로 만들었다. 파편이 함교를 휩쓸어 함장과 두 명을 제외한 모든 함교 인원을 사상시켰다. 벨 함장의 통신은 파괴되었다. 함미 조타 위치의 통신도 파괴되었다. 함선은 전투 내내 전달자들을 통해 조종되어야 했다.

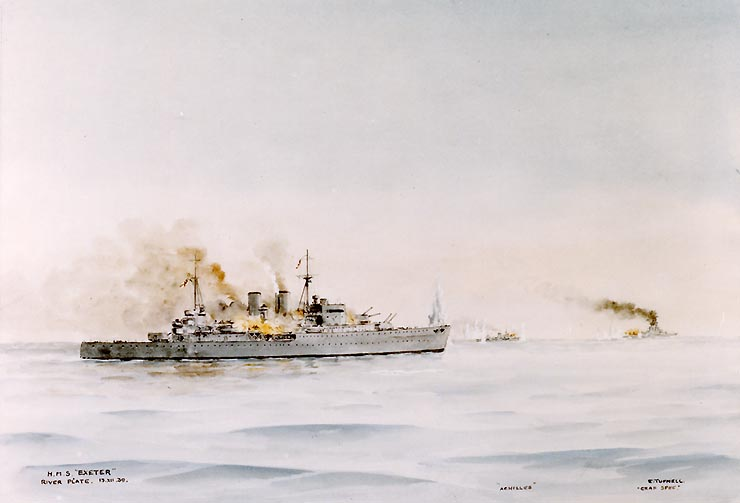
순양함 HMS 엑세터(전경)와 HMS 아킬레스(오른쪽 중앙 배경)가 독일 중순양함 그라프슈페(오른쪽 배경)와 교전하는 모습을 묘사한 그림

한편, 아약스와 아킬레스는 13,000 yd (12,000 m)로 접근하여 그라프슈페의 전방에 나타나 06시 30분에 주포를 분산시키고 150 mm (5.9 in) 포를 자신들에게 사용하도록 유도했다. 직후 엑세터는 우현 어뢰관에서 두 발의 어뢰를 발사했지만 모두 빗나갔다. 06시 37분, 아약스는 항공모함 캐터펄트에서 페어리 시폭스 관측 수상비행기를 발진시켰다. 06시 38분, 엑세터는 좌현 어뢰를 발사할 수 있도록 방향을 틀었고, 283 mm (11.1 in) 포탄 두 발에 추가 직격탄을 맞았다. 한 발은 "A" 포탑을 강타하여 불능 상태로 만들었고, 다른 한 발은 선체에 들어가 화재를 일으켰다. 엑세터는 심하게 손상되어 "Y" 포탑만이 "지역" 통제 하에 작동하고 있었으며, 제닝스는 지붕에서 내부의 사람들에게 지시를 외치고 있었다. 그녀는 또한 7도의 경사가 있었고, 침수되고 있었으며, 작은 보트의 나침반을 사용하여 조종되고 있었다. 그러나 엑세터가 결정적인 일격을 가했다. 그녀의 8인치 포탄 중 하나가 두 갑판을 관통한 후 그라프슈페의 굴뚝 구역에서 폭발하여 원시 연료 처리 시스템을 파괴하고 16시간 분량의 연료만 남겨두어 본국으로 돌아갈 수 없게 만들었다.
이 시점에서 전투가 시작된 지 거의 한 시간이 지난 그라프슈페는 화력 아래에서 그러한 복잡한 연료 시스템 수리를 할 수 없었기 때문에 운명이 결정되었다. 대공포 3분의 2와 보조 포탑 중 하나가 파괴되었다. 사거리 내에 우군 해군 기지가 없었고 증원군도 없었다. 그녀는 항해 불능 상태였으며 중립항인 몬테비데오만 갈 수 있었다.

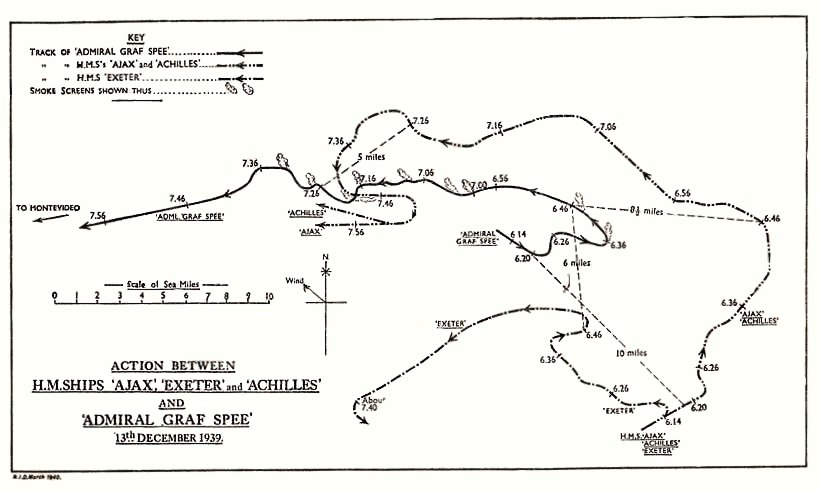
영국 HMSO의 교전 차트

그라프슈페는 동쪽 항로에서 아약스와 아킬레스 뒤쪽으로, 북서쪽으로 방향을 틀어 연막을 폈다. 이 항로는 랑스도르프를 엑세터와 대략 평행하게 만들었다. 06시 50분까지 엑세터는 우현으로 심하게 기울고 함수에 물이 차고 있었다. 그럼에도 불구하고 그녀는 여전히 최고 속도로 항진하며 남아있는 포탑 하나로 발포했다. 40분 후, 283 mm (11.1 in) 근접 미사일이 튀긴 물이 그 포탑의 전기 시스템을 단락시켰다. 벨 함장은 교전을 중단할 수밖에 없었다. 그라프슈페는 엑세터를 마무리할 기회였을 것이다. 대신 아약스와 아킬레스의 합동 사격이 독일 함선에 접근하면서 랑스도르프의 주의를 끌었다.
20분 뒤 아약스와 아킬레스는 우현으로 방향을 돌려 모든 포를 조준했으며, 그라프슈페는 방향을 돌려 연막을 쳤다. 07시 10분, 두 경순양함은 8 mi (7.0 nmi; 13 km)로 거리를 줄이기 위해 방향을 돌렸지만, 이는 전방 포만 발사할 수 있다는 것을 의미했다. 07시 16분, 그라프슈페는 좌현으로 방향을 돌려 심하게 손상된 엑세터를 향해 직진했지만, 아약스와 아킬레스의 포격으로 인해 07시 20분에 방향을 돌려 283 mm (11.1 in) 포를 발사해야 했으며, 그들은 우현으로 방향을 돌려 모든 포를 조준했다. 아약스는 07시 24분에 우현으로 방향을 돌려 4.5 마일 (3.9 nmi; 7.2 km) 거리에서 어뢰를 발사했고, 그라프슈페는 연막 속으로 방향을 돌렸다. 07시 25분, 아약스는 283 mm (11.1 in) 포탄에 피격되어 "X" 포탑이 불능이 되고 "Y" 포탑이 고착되어 일부 사상자가 발생했다. 07시 40분까지 아약스와 아킬레스는 자원이 부족해졌고, 영국군은 전술을 변경하여 연막 속에서 동쪽으로 이동하기로 결정했다. 하우드는 그라프슈페를 미행하고 야간에 어뢰로 공격하며 속도와 기동성 이점을 더 잘 활용하고 장갑 결함을 최소화하기로 결정했다. 아약스는 다시 283 mm (11.1 in) 포탄에 피격되어 돛대가 파괴되고 더 많은 사상자가 발생했다. 그라프슈페는 계속 남서쪽으로 이동했다.

### 추격

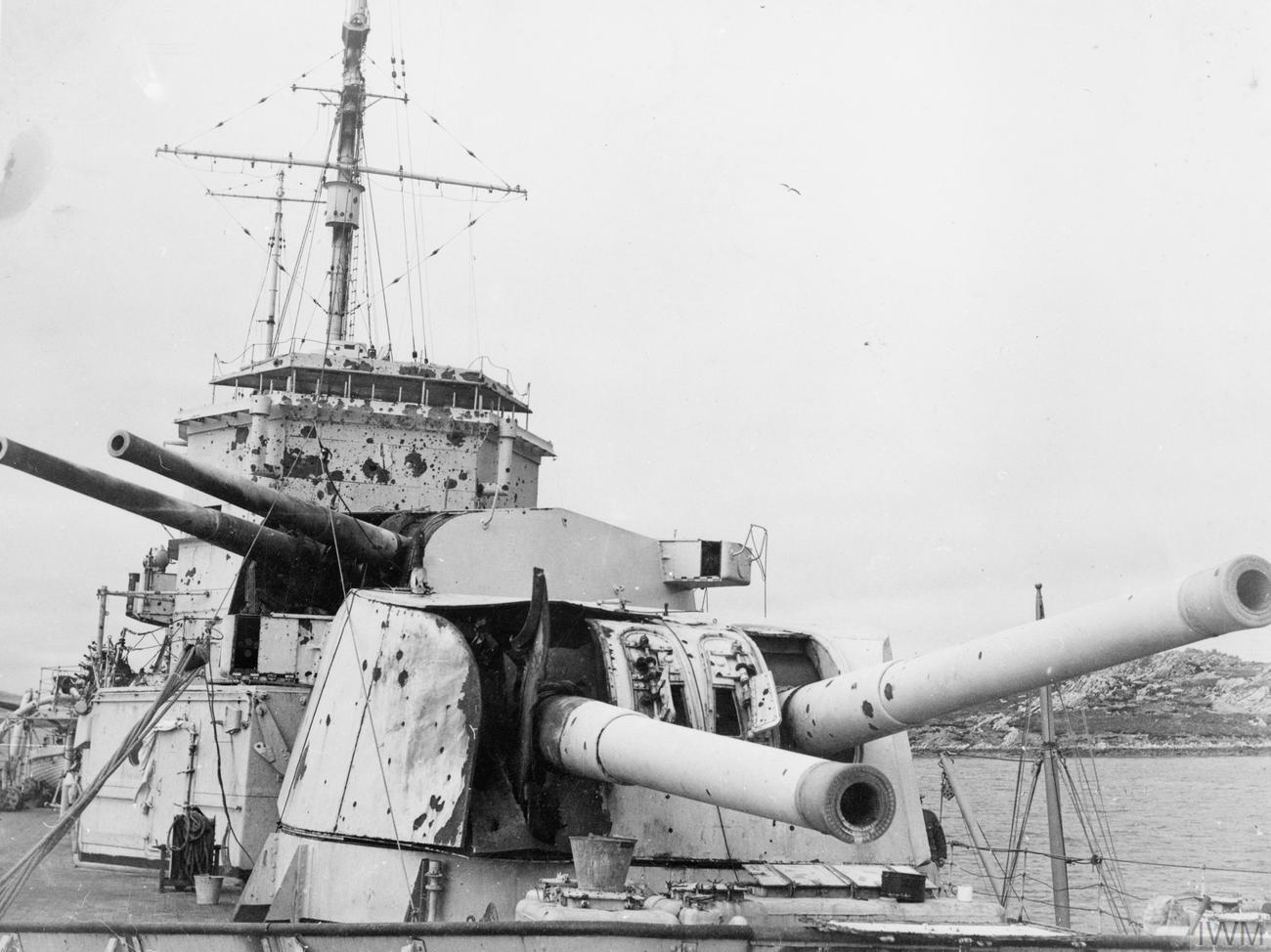
라플라타강 해전 중 엑세터가 입은 손상

전투는 이제 추격전으로 바뀌었다. 아킬레스의 에드워드 패리 함장은 나중에 이렇게 썼다. "이날까지도 아드미랄 그라프슈페가 엑세터를 처리한 후에 왜 우리 아약스와 아킬레스를 처리하지 않았는지 모르겠다." 영국과 뉴질랜드 순양함은 흩어져 아드미랄 그라프슈페에서 약 15 mi (13 nmi; 24 km) 거리를 유지했다. 아약스는 독일함의 좌현에, 아킬레스는 우현에 붙었다. 09시 15분, 아약스는 항공기를 회수했다. 09시 46분, 하우드는 컴벌랜드에 증원을 요청했고, 영국 해군 본부도 3,000 mi (2,600 nmi; 4,800 km) 이내의 함선들에게 라플라타강으로 진격하라고 명령했다.
10시 05분, 아킬레스는 아드미랄 그라프슈페의 속도를 과대평가하여 독일군의 포격 사거리 안으로 들어왔다. 아드미랄 그라프슈페는 방향을 돌려 전방 포로 세 발씩 두 번의 일제사격을 가했다. 아킬레스는 연막 속으로 방향을 돌려 후퇴했다.
더들리 포프에 따르면, 11시 03분에 아드미랄 그라프슈페 근처에서 상선이 목격되었다. 몇 분 후, 아드미랄 그라프슈페는 무선 전신(아마 국제 감시 주파수인 500 kHz)으로 아약스를 호출했고, 양 함선의 전전(戰前) 호출 부호를 사용하여 "영국 증기선의 구명보트를 태워주십시오"라고 신호했다. 독일군의 호출 부호는 DTGS였으며, 이는 하우드에게 그가 교전한 주머니 전함이 실제로 아드미랄 그라프슈페임을 확인시켜 주었다. 아약스는 응답하지 않았지만, 잠시 후 영국 기함은 SS 셰익스피어와 함께 구명보트가 아직 매달려 있고 사람들이 아직 승선해 있는 상태로 접근했다. 아드미랄 그라프슈페는 총을 발사하여 정지하라고 명령했지만, 그들이 배를 떠나라는 명령에 따르지 않자 랑스도르프는 계속 항해하기로 결정했고, 셰익스피어는 운 좋게 탈출했다. 그림자 추격은 그날 내내 계속되다가 19시 15분, 아드미랄 그라프슈페가 방향을 돌려 아약스에 발포했고, 아약스는 연막 속으로 방향을 돌렸다.
이제 아드미랄 그라프슈페가 라플라타강 어귀로 진입하고 있다는 것이 분명해졌다. 어귀에는 모래톱이 있었기 때문에 하우드는 아킬레스에게 아드미랄 그라프슈페를 미행하도록 명령했고, 아약스는 다른 수로를 통해 되돌아오려는 모든 시도를 저지할 예정이었다. 태양은 20시 48분에 저물었고, 아드미랄 그라프슈페는 태양을 배경으로 실루엣을 형성했다. 아킬레스는 다시 거리를 좁혔고 아드미랄 그라프슈페는 발포하여 아킬레스가 방향을 돌리게 했다. 전투 중 양측에서 총 108명이 사망했으며, 이 중 36명은 아드미랄 그라프슈페에서 발생했다.
아드미랄 그라프슈페는 중립국 우루과이의 몬테비데오에 진입하여 12월 14일 00시 10분경 정박했다. 우루과이는 중립국이었지만, 발전 과정에서 영국의 상당한 영향력을 받아 연합국을 선호했기 때문에 이는 정치적 실책이었다. 예를 들어, 전투에서 부상자들이 이송된 영국 병원은 도시 최고의 병원이었다. 아르헨티나 해안에 위치한 마르델플라타 항구는 몬테비데오에서 남쪽으로 200 mi (170 nmi; 320 km) 떨어져 있어 아드미랄 그라프슈페에게 더 나은 선택이었을 것이다. 또한, 만약 아드미랄 그라프슈페가 당시 항구를 떠났다면, 손상된 아약스와 아킬레스를 제외하고는 해당 지역에서 영국 군함과 마주치지 않았을 것이다.

### 몬테비데오의 덫

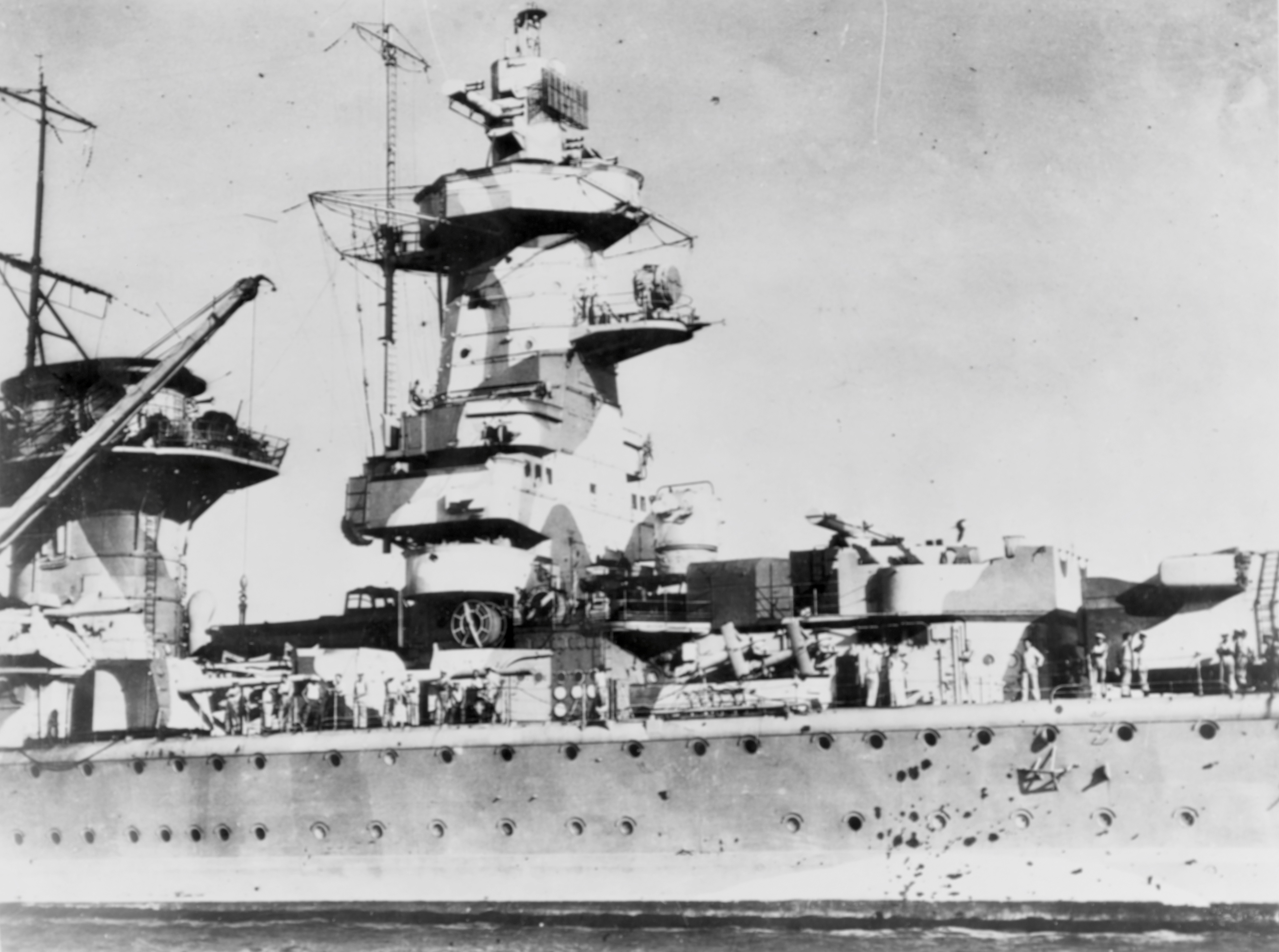
몬테비데오에 정박한 아드미랄 그라프슈페, 전투 피해를 입은 상태

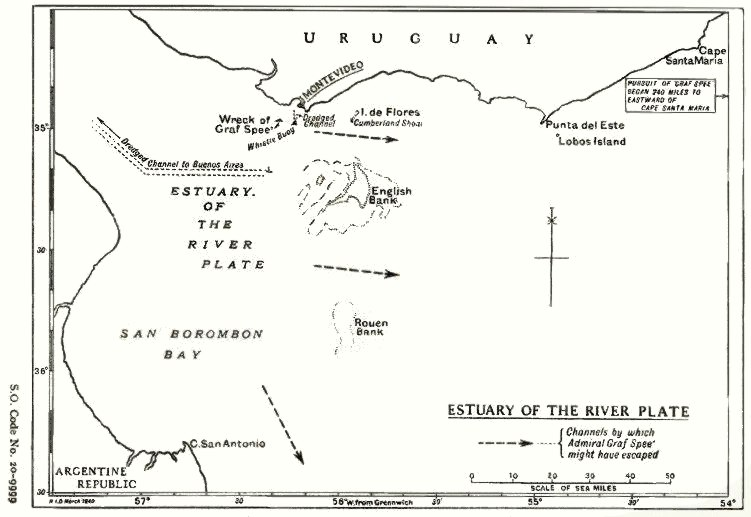
라플라타강의 지도, 가능한 탈출 수로를 보여준다.

몬테비데오에서 제13차 헤이그 협약이 발효되었다. 제12조에 따르면 "교전 중인 군함은 해당 국가의 항구, 정박지 또는 영해에 24시간 이상 머무를 수 없다." 제14조에 따르면 "교전 중인 군함은 손상으로 인한 경우를 제외하고는 허용된 시간을 넘어 중립항에 체류할 수 없다." 영국 외교관들은 그라프슈페의 신속한 출항을 당연히 압박했다. 또한 제16조의 일부인 "교전 중인 군함은 적국의 기를 단 상선이 출항한 후 24시간 이내에는 중립항이나 정박지를 떠날 수 없다"는 조항도 관련이 있었다.
의무에 따라 독일군은 선박에 억류되었던 영국 상선 선원 61명을 석방했다. 랑스도르프는 우루과이 정부에 수리를 위해 2주를 요청했다. 처음에는 우루과이에 주재하는 영국 외교관들, 주로 유진 밀링턴-드레이크가 아드미랄 그라프슈페의 즉시 출항을 여러 차례 요청했다. 해당 지역에 상당한 영국 해군력이 없다는 것을 알고 있던 런던과의 협의 후, 밀링턴-드레이크는 계속해서 아드미랄 그라프슈페의 출항을 요구했다. 동시에 그는 영국과 프랑스 상선들이 원래 그러할 의도가 없었더라도 24시간 간격으로 몬테비데오에서 출항하도록 주선하여 제16조를 발동시켰다. 이는 아드미랄 그라프슈페를 항구에 묶어두고 영국군이 해당 지역에 도달할 시간을 더 벌어주었다.
동시에 영국은 독일군 정보기관이 가로채는 것으로 알려진 주파수로 일련의 신호를 송출하여 군사정보를 허위로 흘려 독일군에게 압도적인 영국군 병력이 집결되고 있다는 인상을 주려고 했다. 실제로 두 순양함은 12월 14일 22시에 포클랜드 제도에서 1,014 해리 (1,878 km; 1,167 mi)를 34시간 만에 항해하여 전속력 시험 속도의 90% 이상을 훨씬 더 짧은 거리에서 달성한 컴벌랜드에 의해서만 합류되었다. 더 오래되고 큰 컴벌랜드는 엑세터보다 강력했으며, 추가적인 후방 포탑에 8인치 포 두 문이 더 있었지만, 그라프슈페의 포는 사거리가 훨씬 길고 훨씬 무거운 포탄(256파운드 대 660파운드)을 발사했기 때문에 대등하지 않았다. 압도적인 영국군(HMS 리나운, 아크 로열, 슈롭셔, 도싯셔, 그리고 넵튠)은 출항 중이었지만, 12월 19일이 되어서야 집결할 것이었으며, 만약 아드미랄 그라프슈페가 컴벌랜드와 더 작은 호위함의 그림자를 피해 몬테비데오에서 북쪽이나 북동쪽으로 향했다면 더 일찍 요격할 수 있었다. 당분간 총 병력은 온전한 컴벌랜드(만재 탄약), 그리고 손상된 아약스와 아킬레스(고갈된 포탄)로 구성되었다. 선전 효과를 강화하기 위해 3마일 해리 바로 바깥에서 대기 중이던 이 함선들은 연막을 피우도록 명령받았고, 이는 몬테비데오 해안에서 선명하게 볼 수 있었다.
1939년 12월 15일, 올린투스는 아약스에 연료를 보급했는데, 이는 어려운 작업임이 입증되었다. 함선은 보급을 완료하기 위해 허리케인 닻줄을 사용해야 했다. 12월 17일, 아킬레스는 루앙 뱅크 해상에서 올린투스에게서 보급을 받았다.
독일군은 완전히 속아 라플라타강을 떠날 때 훨씬 우월한 병력을 마주할 것으로 예상했다. 아드미랄 그라프슈페는 또한 283 mm (11.1 in) 탄약의 3분의 2를 사용했으며, 약 20분 정도 더 발포할 수 있는 양만 남아 있었다. 이렇게 감소된 탄약 비축량은 예상되는 대규모 병력을 상대로 몬테비데오를 빠져나가는 데도 hardly 충분했으며, 하물며 독일로 돌아가는 데는 더욱 그러했다. 심지어 유일한 실제 영국 신참인 이전에 교전하지 않은 컴벌랜드조차도 해상 보급이 필요하기 전까지 약 90분 동안 전력으로 싸울 수 있었고, 최소 2,000 해리 (3,700 km; 2,300 mi) 동안은 같거나 더 빠른 속도로 추격할 수 있었다.
한편, 그라프슈페가 만에 머무르는 동안 몬테비데오와 부에노스아이레스에 주재하는 영국 외교관들은 24시간 내내 해안에서 그녀를 면밀히 주시했으며, 잠재적인 탈출과 전투 재개에 대한 기대는 영국 선원들과 외교관들 사이에서 엄청난 수준의 긴장과 불안을 야기했다.
독일 측에서는 함선이 항구를 떠나지 못하게 되자 한스 랑스도르프 함장이 독일의 지휘부와 협의했다. 그는 일부 선택지를 허용했지만 우루과이에서의 억류는 허용하지 않는 명령을 받았다. 독일군은 우루과이가 연합국에 가담하도록 설득될 수 있다고 우려했다. 결국 그는 특별한 군사적 이득 없이 불필요한 인명 손실을 피하기 위해 12월 17일 라플라타강 어귀에 함선을 자침시키기로 결정했는데, 이 결정은 아돌프 히틀러를 격분시켰다.
아드미랄 그라프슈페의 승무원들은 아르헨티나 부에노스아이레스로 이송되었고, 랑스도르프 함장은 12월 19일 그곳에서 자살했다. 그는 완전한 군 예식을 갖춰 그곳에 안장되었으며, 여러 영국 장교들도 참석했다. 많은 승무원들은 현지 독일계 주민들의 도움으로 몬테비데오에 정착했다. 사망한 독일군 병사들은 몬테비데오 북부 공동묘지에 안장되었다. 아킬레스에서 사망한 세 명의 선원들은 몬테비데오의 영국인 공동묘지에 안장되었고, 엑세터에서 사망한 이들은 수장되었다.

## 여파

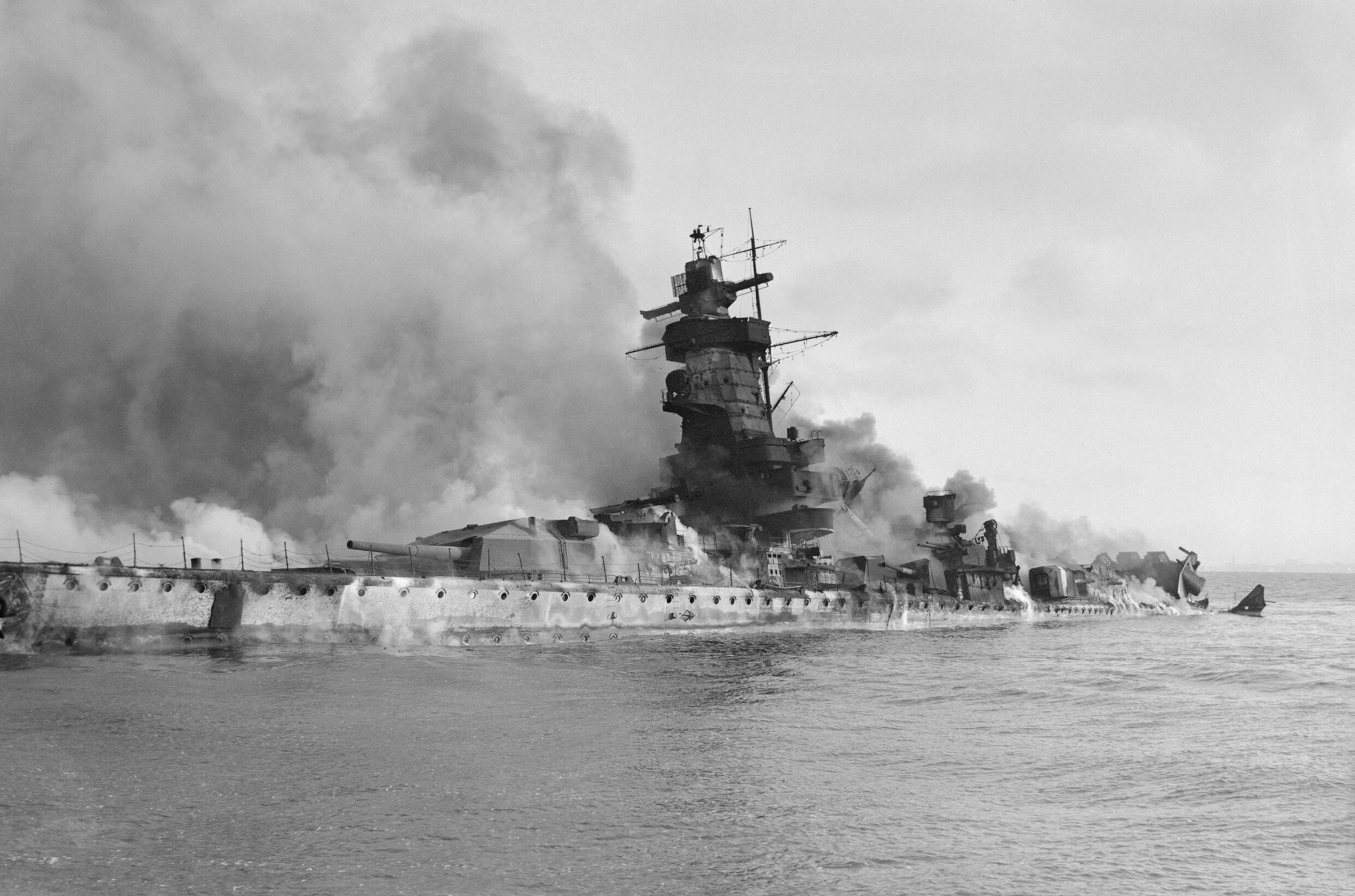
라플라타강 어귀에서 자침한 후 불타는 아드미랄 그라프슈페

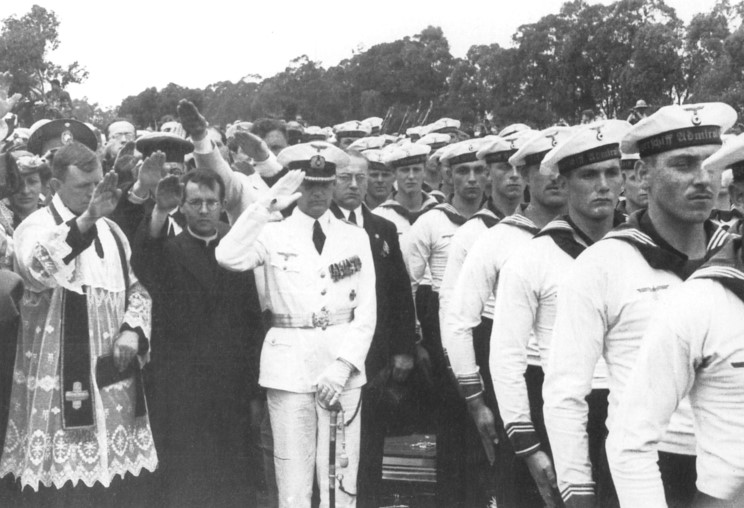
전투에서 사망한 승무원들의 장례식에 참석한 랑스도르프 함장

독일의 선전 (사회학) 기계는 아드미랄 그라프슈페가 중순양함을 침몰시키고 두 척의 경순양함에 심각한 피해를 입혔으며, 자신은 경미한 손상만 입었다고 보도했다. 그러나 아드미랄 그라프슈페의 자침은 심각한 당혹감을 안겨주었고, 공개된 사실만으로는 설명하기 어려웠다. 이 전투는 영국에게 큰 승리였다. 아약스와 아킬레스의 피해는 전투 효율성을 떨어뜨릴 정도가 아니었고, 심각하게 손상된 엑세터는 긴급 수리를 위해 스탠리 (포클랜드 제도)에 도달하는 데 성공했기 때문이다.
엑세터에 복무하며 전투에 대한 기록을 남긴 앳윌 중위는 함선이 입은 피해와 스탠리까지 항해할 수 있도록 한 긴급 수리에 대해 자세히 설명했다. 전쟁이 끝날 때까지 그곳에 남아 녹슨 잔해가 될 것이라는 소문도 있었지만, 제1해군경 윈스턴 처칠은 제1해군경과 다른 이들에게 "우리는 엑세터의 전쟁 중 수리 불가 결정을 쉽게 받아들여서는 안 된다. 그녀는 가능한 한 내부를 보강하고 지지하여야 한다... 그리고 본국으로 돌아와야 한다"고 썼다. 엑세터는 HMNB 데번포트로 돌아와 13개월간의 재정비를 거쳤고, 이는 처칠의 명성을 높였다.
하우드는 전투에서의 뛰어난 활약으로 높이 평가되었지만, 주도성 부족과 더 공격적인 접근 방식을 사용하지 않은 것에 대한 비판도 받았다. 이러한 비판은 주로 아드미랄 그라프슈페가 탈출하도록 허용된 것에 기인하며, 이는 공동으로 더 큰 화력을 발휘할 수 있는 수적으로 우세한 함선들이 있었음에도 불구하고 발생했다.
아드미랄 그라프슈페에 의해 나포된 상선에서 포로가 되어 보급함 알트마르크로 옮겨졌던 포로들은 알트마르크호 사건 (1940년 2월 16일) 중 당시 노르웨이의 중립 해역인 요싱피오르에서 영국 구축함 HMS 코사크의 승선조에 의해 풀려났다. 알트마르크로 옮겨지지 않았던 포로들은 전투 중 아드미랄 그라프슈페에 남아 있었고, 몬테비데오에 도착하자마자 석방되었다.
1939년 12월 22일, 아드미랄 그라프슈페의 수병 1,000여 명이 부에노스아이레스로 이송되어 그곳에 억류되었다. 최소 92명은 1940년 로사리오 (아르헨티나)의 수용소로 이송되었고, 일부는 부에노스아이레스주의 클럽 호텔 데 라 벤타나로, 또 다른 집단은 1932년 독일 이민자들이 세운 작은 마을인 빌라 헤네랄 벨그라노로 이송되었다. 이 수병들 중 일부는 나중에 그곳에 정착했다. 전쟁 후 많은 독일 수병들은 우루과이의 여러 지역에 영구히 정착했으며, 일부는 독일로 송환된 후 다시 돌아왔다. 몬테비데오 시 북부의 몬테비데오 북부 공동묘지에는 독일인 전사자들의 묘지가 줄지어 있다. 아킬레스호에서 전사한 세 명의 수병은 몬테비데오의 영국인 공동묘지에 안장되었고, 엑세터호에서 사망한 이들은 수장되었다.

### 정보 수집 및 인양

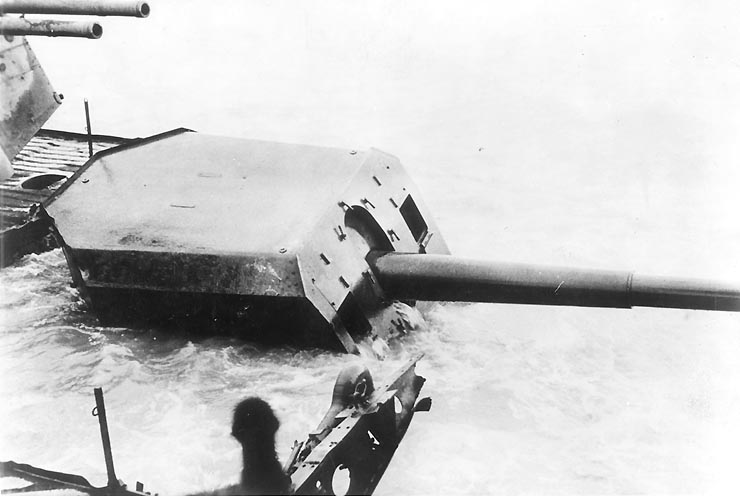
아드미랄 그라프슈페의 4번 15.0cm/55포 마운트 (전방 좌현 그룹의 두 번째 포). 상단 왼쪽의 쌍열 포신은 함선의 2번 10.5cm/65 대공포 마운트이다.

자침 직후 아드미랄 그라프슈페의 잔해는 얕은 물에 가라앉아 함선의 상당 부분이 수면 위에 남아 있었지만, 수년 동안 잔해는 진흙 바닥으로 가라앉아 현재는 돛대 끝만 수면 위에 남아 있다.
자침 직후 레이더 전문가가 몬테비데오로 파견되어, 아마 포술 조준용으로 보이는 회전식 안테나가 57cm 또는 114cm 파장으로 송신하고 있다고 보고했다. 1940년 2월, 미국 해군 경순양함 USS 헬레나의 수병들이 이 잔해에 승선했다.
함선의 조각과 부품들은 박물관에 전시되기도 했고, 그라프슈페의 금속학적 분석과 같은 시험을 수행한 과학자들에 의해 연구되기도 했다.
1964년에는 몬테비데오 항구에 이 함선을 기념하는 기념비가 세워졌다. 이 기념비의 일부는 아드미랄 그라프슈페의 닻이다.
1997년에는 아드미랄 그라프슈페의 150 mm (5.9 in) 보조 포탑 중 하나가 인양되어 복원되었으며, 현재 몬테비데오 국립 해양 박물관 밖에 전시되어 있다.
2004년 2월, 인양팀은 잔해 인양 작업을 시작했다. 이 작업은 우루과이 정부와 민간 부문의 자금 지원을 받았는데, 이는 잔해가 항해에 위험을 초래하기 때문이다. 첫 번째 주요 부분인 27 롱톤 (27 t)의 무거운 포술 통제소가 2004년 2월 25일에 인양되었다. 전체 잔해를 인양하는 데는 몇 년이 걸릴 것으로 예상된다. 제임스 카메론이 인양 작업을 촬영했다. 인양된 후에는 함선을 복원하여 국립 해양 박물관에 전시할 계획이다.
많은 독일 참전 용사들은 잔해가 전쟁 묘지이자 수중 역사 기념물로 존중되어야 한다고 생각하여 복원 시도를 지지하지 않았다. 2005년 당시 87세였던 전 어뢰 전문가 한스 오이펠은 "이것은 광기이고, 너무 비싸고 무의미하다. 우리가 설치한 세 개의 폭발물 중 하나가 폭발하지 않았기 때문에 위험하기도 하다"고 말했다.

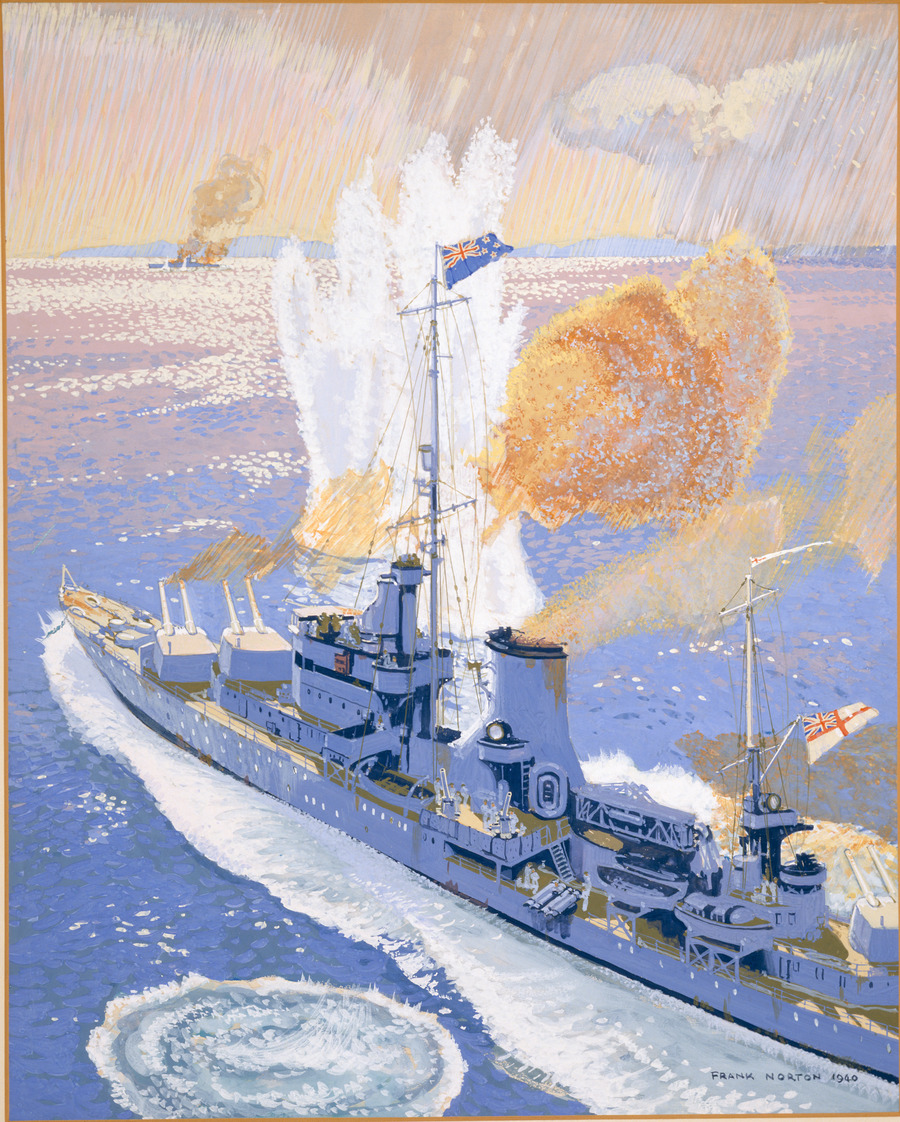
HMS 아킬레스; 프랭크 노튼이 그린 이 그림은 뉴질랜드 국립 기록원이 소장한 국립 전쟁 미술품 컬렉션의 일부이다.

2006년 2월 10일, 아드미랄 그라프슈페의 함미에서 2 m (6 ft 7 in), 400kg의 독수리와 만자 문장이 새겨진 문장이 회수되었다. 갈고리 발톱에 만자가 새겨진 화환을 움켜쥔 날개를 펼친 나치 독수리 동상은 전통적인 선수상처럼 뱃머리가 아닌 함미에 부착되어 있었다. 이것은 전전 독일 군함의 공통적인 특징이었다. 다른 경우에는 전쟁 발발 시 다양한 실용적인 이유로 제거되었지만, 아드미랄 그라프슈페는 전쟁이 시작될 때 이미 항해 중이었기 때문에 부착된 채로 작전에 돌입하여 자침되었고, 이는 회수를 가능하게 했다. 나치 독일에 대한 고통스러운 기억을 가진 사람들의 감정을 보호하기 위해, 문장을 물에서 끌어올릴 때 문장의 바닥에 있는 만자는 덮개로 가려졌다. 이 문장은 독일의 "나치 선전물" 전시 항의 이후 우루과이 해군 창고에 보관되었다.

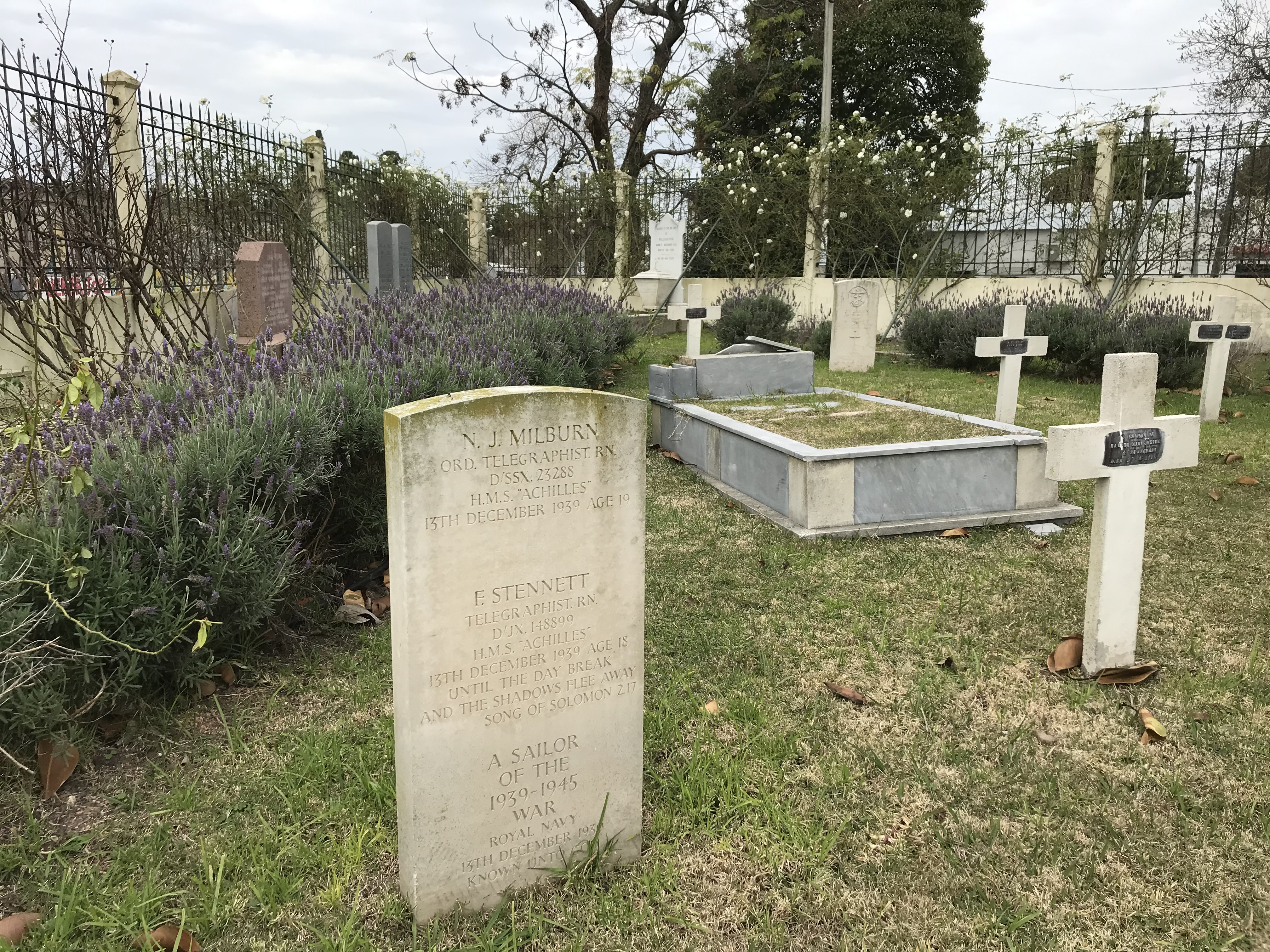
몬테비데오 영국인 공동묘지의 HMS 아킬레스 수병 묘지

## 유산

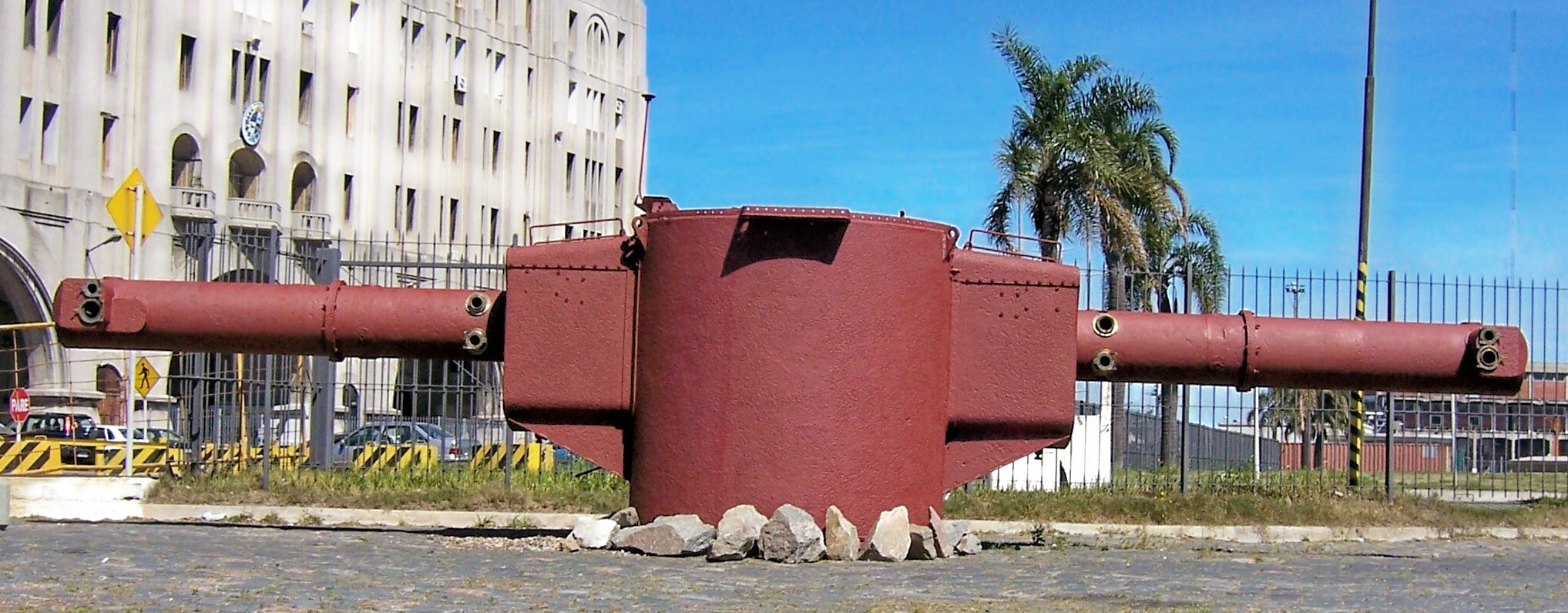
몬테비데오에 있는 아드미랄 그라프슈페의 인양된 거리측정기

1956년, 라플라타강의 전투 (미국 개봉명: 그라프 슈페 추격전)라는 영화가 이 전투와 아드미랄 그라프슈페의 최후를 다루며 제작되었는데, 피터 핀치가 랑스도르프 역을, 앤서니 퀘일이 하우드 역을 맡았다. 핀치는 랑스도르프를 신사적으로 동정적으로 묘사한다. 1948년 HMIS 델리로 재취역하여 인도 왕립 해군의 기함이 된 아킬레스호는 영화에서 자신을 연기했다.  HMS 아약스 (쌍포탑)는 HMS 셰필드 (삼중 포탑)가, HMS 엑세터 (쌍포탑)는 HMS 자메이카 (삼중 포탑)가, HMS 컴벌랜드는 자신을 연기했다 (비록 시험 플랫폼으로 무장 해제되었지만). 아드미랄 그라프슈페 (두 포탑)는 미 해군 중순양함 USS 세일럼 (세 포탑)이 연기했다.
미완성된 배틀급 구축함 HMS 리버 플레이트는 이 전투의 이름을 따서 명명되었다.
이 전투는 오랫동안 잉글랜드 해변 휴양지 스카버러의 피숄름 공원에서 여름 시즌 내내 대규모 모형 보트로 재연되었다. 현재 재연은 영국 함선 호송대와 인근 해안을 점령한 미상의 적 사이의 익명 전투를 묘사한다.
전투 후, 온타리오주의 새로운 도시 에이잭스 (온타리오주)는 제2차 세계 대전 탄약 생산 중심지로 건설되었으며, HMS 아약스의 이름을 따서 명명되었다. 많은 거리들이 아약스, 엑세터, 아킬레스에 탑승했던 하우드 제독의 승무원들의 이름을 따서 명명되었다. 주요 도로는 하우드 제독의 이름을 따서 명명되었고, 작은 거리는 (논란 끝에) 랑스도르프 함장의 이름을 따서 명명되었다. 2007년 10월 6일 알베르타너 독일어 신문 기사에 따르면, 에이잭스 시장 스티브 패리(Steve Parish)는 랑스도르프가 전형적인 나치 장교가 아니었다고 선언하며 이 결정을 옹호했다. (위 "여파" 섹션의) 첨부된 승무원 장례식 사진은 랑스도르프가 전통적인 해군식 경례로 경의를 표하는 모습을 보여주며, 그의 옆과 뒤에 있는 사람들 – 심지어 일부 성직자들까지 – 는 파시스트식 경례를 하고 있다. 이 거리 이름은 대중의 반대에 따라 2021년에 변경되었다.
또한 캐나다에서는 함선 이름과 G 부대 사령관의 이름이 사관생도대에 사용되었다. 온타리오주 궬프에 있는 캐나다 왕립 해양 사관생도대 (RCSCC) 아약스 89호; 온타리오주 궬프에 있는 해군 리그 사관생도대 (NLCC) 아킬레스 34호; 해군 리그 렌네트 부대 (NLWC) 레이디 엑세터 (현재 해체); 그리고 세 부대가 공유하는 캠프인 캠프 컴벌랜드 (이 캠프는 1999년경 해체되어 더 이상 존재하지 않음). RCSCC 하우드 244호와 NLCC 엑세터 173호는 에이잭스, 온타리오주에 위치해 있다.
뉴사우스웨일스주 넬슨 베이의 여러 거리들은 몬테비데오 퍼레이드, 아킬레스 거리, 아약스 애비뉴, 하우드 애비뉴, 엑세터 로드(현재 쇼얼 베이 로드)를 포함하여 이 전투의 이름을 따서 명명되었다. 뉴질랜드 왕립 해군의 모항인 오클랜드 (뉴질랜드)에는 아킬레스, 아약스, 엑세터의 이름을 딴 거리가 있다. 뉴사우스웨일스주 노스 울런공의 세 거리는 아약스 애비뉴, 엑세터 애비뉴, 아킬레스 애비뉴로 명명되었다.
이 전투는 뉴질랜드의 국기가 HMS 아킬레스에서 전투에서 처음으로 게양되었다는 점에서 중요한 의미를 지닌다. 또한 뉴질랜드 남섬의 투 썸 산맥 지역에는 이 전투를 기념하여 네 개의 산봉우리가 명명되었다. 이들은 아킬레스(2,544m), 엑세터(2,327m), 아약스(2,319m), 그라프슈페(2,267m)이다.

## 참고 문헌
- Arthur, Max (2012). 《Lost Voices of The Royal Navy》 4판. London: Hodder and Stoughton (Hachette UK). ISBN 978-1-84894-830-3 – 구글 도서 경유.
- Arthur, Max (2004). 《Forgotten Voices of the Second World War》. London: Random House. ISBN 978-0-09-189734-5.
- Maier, Klaus; Rohde, Horst; Stegemann, Bernd; Umbreit, Hans (1991). 《Germany and the Second World War: Germany's initial conquests in Europe》. Oxford: Clarendon. ISBN 978-0-19-822885-1.
- Millington-Drake, Eugen;  외. (Foreword by admiral of the fleet 버마의 마운트배튼 백작 and preface by admiral of the fleet Sir 필립 비안) (1965).  Davies, Peter, 편집. 《The Drama of Graf Spee and the Battle of the Plate: A Documentary Anthology, 1914–1964》 2판. London: Peter Davies Ltd. ASIN B000QSV7M6.
- Pope, Dudley (1999) [1956]. 《The Battle of the River Plate》. London: Chatham Publishing. ISBN 978-1-86176-089-0.
- Konstam, Angus;  외. (Illustrations by Tony Bryan) (2016).  Cowper, Marcus, 편집. 《River Plate 1939: The sinking of the Graf Spee》 2판. Oxford, UK: Osprey Publishing (Bloomsbury Publishing). ISBN 978-1472817969. 2021년 8월 27일에 확인함 – 구글 도서 경유.
- Grove, Eric;  외. (Foreword by Admiral Sir Nigel Essenhigh, First Sea Lord) (2015년 3월 31일) [2002].  Grove, Eric; Moran, Mike, 편집. 《German Capital Ships and Raiders in World War II: From Graf Spee to Bismarck, 1931–1941》. Naval Staff Histories 1 4판. 애빙던온템스, UK: 라우틀리지 (테일러 앤드 프랜시스). ISBN 978-1-138-87363-6. ISSN 1471-0757 – 구글 도서 경유.
- Dick, Enrique (2014).  Brebbia, Alexander Carlos, 편집. 번역 Marilyn Myerscough 2판. 애셔스트, UK: WIT Press (Wessex Institute of Technology). ISBN 978-1-84564-932-6 https://books.google.com/books?id=7_miBQAAQBAJ. 2021년 8월 27일에 확인함 – 구글 도서 경유. |제목=이(가) 없거나 비었음 (도움말)
- Landsborough, Gordon (2016) [1956]. 《The Battle of the River Plate: The First Naval Battle of the Second World War》 5판. 반즐리, UK: Frontline Books. ISBN 978-1-4738-7897-6. 2021년 8월 27일에 확인함 – 구글 도서 경유.

## 더 읽어보기
- Churchill, Winston (1967a) [first published 1948]. 《The Gathering Storm: From War to War, 1919–1939》. The Second World War I 9판. London: Cassell & Co. Ltd.